# Wine
Wine je prosto dostopen odprtokodni računalniški program, ki omogoča poganjanje programov primarno napisanih za operacijski sistem MS Windows na operacijskih sistemih podobnih Unixu. Projekt ponuja tudi programsko knjižnico Winelib, ki razvijalcem pomaga prilagoditi program za Wine, namesto da ga bi ponovno napisali za vsak operacijski sistem posebej. Najbolj znan program, ki je bil prilagojen za delovanje na Wine je Picasa.
Kratica WINE je rekurzivni akronim in pomeni »Wine Is Not an Emulator« (v prevodu: Wine ni emulator). Medtem, ko se v različnih člankih pojavljata tako oblika »WINE« kot »wine«, so razvijalci sprejeli odločitev za standardizacijo imena na »Wine«.
Zadnja razvojna različica je 1.7.40.

## Zgodovina
Bob Amstadt (prvotni vodja projekta) in Eric Youngdale sta začela s projektom Wine leta 1993, z namenom možnosti uporabe aplikacij za okolje MS Windows na Linuxu. Navdušil ju je Sunova javna MS Windows iniciativa in Wabi  (poskus izgradnje reimplantacije okolja Windows v javni lasti) za Solaris. Vodstvo nad projektom je leta 1994 prevzel Alexandre Julliard.
Wine je kompatibilnostni sloj in ne emulator, saj ponuja lastne interpretacije knjižnic DLL in zamenjavo za jedro Windows NT.
Razvijalci Wine so program napisali primarno za Linux, vendar so trenutno različice za Mac OS X, FreeBSD in Solaris zelo dobro oskrbovane. Wine je na voljo tudi za druge distribucije BSDja (npr. OpenBSD in NetBSD) in celo za Windows, vendar so paketi pogosto zastareli.
Razvijanje je časovno zahtevno in pogosto težko, večinoma zaradi nedokončane in/ali nepravilne dokumentacije za Windows API. Medtem, ko je Microsoft dokumentiral večino funkcij Win32, so nekatera področja (zlasti datotečni formati in protokoli) namerno nedokumentirani (poslovne skrivnosti). Prav tako so nedokumentirane nizko-stopenjske funkcije in nekatere napake, ki jih mora Wine posnemati za pravilno delovanje nekaterih aplikacij, zlasti tistih za delo s strojno opremo.
Vpletenost Corela v projekt se kaže predvsem v zaposlitvi vodje projekta (Alexandre Julliard) ter njegovih sodelavcev ter v zanimanju za prenos njihove pisarniške zbirke WordPerfect Office na Linux. Na žalost je Microsoft naredil nekaj pomembnih investicij v podjetje in tako Corel prisilil v preklic vseh projektov povezanih z Linuxom in s tem tudi trud za izboljšanje Wine. Julliard in drugi razvijalci so sedaj zaposleni v podjetju CodeWeavers, ki dela na projektih Wine in CrossOver (plačljiva in podprta različica Wine z dodatnimi orodji in nekaterimi lastniškimi komponentami).
Wine je bil sprva izdan pod pogoji licence MIT, vendar so razvijalci projektu zaradi lažjega povezovanja z lastniškimi različicami (prenos funkcionalnosti iz lastniških različic nazaj v glavni projekt), marca 2002 spremenili licenco v LGPL.
Razvijalci projekta Wine so prvo različico beta (Wine 0.9) izdali 25. oktobra 2005 po 12 letih aktivnega razvoja.
Prvi kandidat za izdajo 1.0 je bil izdan 9. maja 2008. Od takrat do izdaje prve stabilne različice Wine 1.0, 17. junija 2008, je bil projekt Wine v stanju zamrznitve kode, kar pomeni da razvijalci delajo le na odpravi manjših hroščev.

## Funkcionalnost
Od sredine leta 2007 je Wine zmožen poganjati nekatere programe precej stabilno, večinoma pa z manjšimi problemi. Večina sistemskih knjižnic DLL potrebnih za izvajanje 32-bitnih Windows programov je bila na novo napisana znotraj projekta in ne vključuje nič Microsoftove kode. Razvijalci posnemovalnika Direct3D za Wine delajo na implementaciji novih značilnosti, da bi povečali nabor iger, ki delujejo na Wine. Wine lahko neposredno uporablja tudi izvirne knjižnice DLL, kar razširja seznam delujočih programov, vendar se je potrebno strinjati s pogoji, ki jih postavlja Microsoft, razen če knjižnice ponuja nek drug ponudnik programske opreme.
winecfg je grafični uporabniški vmesnik vključen v Wine za nastavljanje. winecfg je močno poenostavil nastavljanje, saj je deloma odpravil neposredno spreminjanje registra.

### 64-bitne aplikacije
Wine trenutno ne more poganjati 64-bitnih aplikacij MS Windows; vseeno se ga lahko uporablja na 64-bitnih operacijskih sistemih. Glede na to, da so programi še vedno večinoma na voljo le v 32-bitni različici, ima podpora 64-bitnim aplikacijam nizko prioriteto, načrtovana je za izdaje po različici 1.0.
Na 64-bitnem sistemu Linux je podpora 32-bitnim aplikacijam MS Windows izvedena z uporabo 32-bitnih deljenih knjižnic.

## Razširjenost
V anketi, ki jo je leta 2007 opravil Desktoplinux.com je med 38.500 uporabniki Linuxa, 31,5% anketiranih odgovorilo, da za poganjanje Windows aplikacij uporablja Wine.
Delež uporabe med anketiranimi je bil večji, kot delež uporabe vseh virtualizacijskih programov skupaj, prav tako večji od tistih, ki Windows aplikacij sploh ne uporabljajo in tudi večji od uporabe komercialnih različic.

## Orodja za Wine
Wine-Doors je upravitelj aplikacij nameščenih v Wine, prilagojen je za okolje GNOME. Wine-Doors je alternativa za WineTools, ki deluje v ukazni vrstici.
WineBot je upravitelj aplikacij nameščenih v Wine, ki se zgleduje po privzetih upraviteljih paketov za okolje Linux - npr. apt in rpm.
WineTricks je preprosta skripta, ki pomaga pri namestitvi nekaterih osnovnih komponent (neposredno s strani Microsofta), ki niso vključene v projekt, potrebnih za pravilno delovanje nekaterih programov.

IES4LINUX je orodje za namestitev brskalnika Internet Explorer (različice 4 do 6 in poskusno tudi 7) 
WineLocale je razširitev, ki omogoča uporabo prikaza znakov, ki niso v unikodu, kot npr. japonske, korejske, kitajske pismenkke, grška in arabska pisava.
PlayOnLinux je aplikacija, ki poenostavlja namestitev Windows iger z uporabo Wine. Uporablja spletno zbirko skript, ki spremenijo konfiguracijo nekaterih iger tako, da ustrezajo Wine. Poleg iger se lahko namesti tudi druge programe, vsakega v svojo inštalacijo (WINEPREFIX), da se prepreči konflikte med različnimi programi, na podoben način kot delujejo t. i. CrossOver Office bottles.

## Druge različice Wine
Razvoj projekta Wine je usmerjen zgolj v izdelavo pravilne implementacije Windows API, kar je vzrok številnih slabosti na drugih področjih posnemanja okolja Windows. Tako je npr. Direct3D ostal neimplementiran vse do leta 1998, medtem ko pri novejših izdajah še vedno ni implementirana neposredna podpora strojni opremi ali pa nekaterim pisavam. Zaradi tega je bilo razvitih več (plačljivih) kopij projekta.
Lastniški program CrossOver, ki ga ponuja podjetje CodeWeavers je specializiran za poganjanje Microsoft Office-a in drugih paradnih konjev Windowsa, vključno z nekaterimi igrami. Isto podjetje je 10. januarja 2007 izdalo tudi različico svojega programa Crossover Mac za računalnike Apple Macintosh (s procesorjem Intel). Dobiček od prodaje je namenjen nadaljnjemu razvoju projekta Wine.
Podjetje TransGaming Technologies razvija plačljivi program Cedega. Prej znana kot WineX, Cedega predstavlja kopijo zadnje različice projekta Wine, ki je bil še licenciran z dovoljenjem MIT. TransGaming je to različico optimiziral za igranje računalniških igric, ki delujejo le na naročnino. Transgaming je razvil tudi projekt Cider, knjižnico Wine za računalnike Macintosh, ki je zasnovan kot sloj, ki omogoča igranje iger na operacijskem sistemu Mac OS X brez spreminjanja izvorne kode.
Izvorno kodo projekta Wine vključujejo tudi:
- ReactOS — operacijski sistem kompatibilen jedru Windows NT vse do podpore gonilnikom.
- Darwine — izvedba knjižnic Wine za sistema Darwin in Mac OS X.
- Odin — projekt za podporo Win32 izvedljivim knjižnicam v OS/2.
- E/OS — projekt, ki poskuša pripraviti podlago za uporabo kateregakoli programa za katerikoli poljuben operacijski sistem, na kateremkoli drugem operacijskem sistemu brez dejanske namestitve.
- Rewind — zastarela kopija .
- Parallels — lastniški virtualizacijski program, ki uporablja nekaj kode projekta Wine za podporo DirectX.

## Microsoft in Wine
Microsoft javno še ni komentiral projekta Wine. Kljub temu, sistem Microsoft Update zazna in prepreči nadgradnjo Microsoftovih produktov v vseh okoljih, ki temeljijo na projektu Wine, kar je 16. februarja 2005 razkril Ivan Leo Puoti, ko je ugotovil da je Microsoft začel na skrivaj preverjati registrske datoteke. O tem je poročal na dopisnem seznamu uporabnikov Wine:
... even if this is only an initial attempt, they appear to want to discriminate against Wine users. While this may be acceptable for operating system components/updates, this is probably a violation of anti-trust law for all other downloads. It's also the first time Microsoft has acknowledged the existence of Wine.
Tudi sistem Windows Genuine Advantage (WGA) preverja obstoj ključev registra Wine. V seznamu pogosto zastavljenih vprašanj in odgovorov Microsoft navaja, da WGA načeloma ne bo deloval v okolju Wine, ker naj Wine ne bi predstavljal legalne kopije Windowsa. Kadar WGA zazna Wine, obvesti uporabnika, da uporablja nelegalno/neoriginalno kopijo Windowsa (kljub temu, da Wine ne vključuje niti vrstice Microsoftove kode in potemtakem ni kopija) in onemogoči delovanje sistema WGA. Obstajajo nekatera poročila o delujočem sistemu WGA na Wine, vendar je bila ta vrzel odpravljena s prvo nadgradnjo komponente WGA. V primeru Internet Explorer 7 in Windows Media Player je bila zahteva po WGA (najverjetneje zaradi izgubljanja tržnega deleža) umaknjena.